# Mahurangi Island (Auckland)
Mahurangi Island ist eine kleine Insel an der Ostküste der Region Auckland im Norden der Nordinsel von Neuseeland.

## Geographie
Die 132 m lange und maximal 70 m breite, aber dafür mit einer Höhe von 49 m sehr steile Insel befindet sich rund 800 m östlich des Standes des kleinen Dorfes Waiwera, das rund 2,5 km nördlich von Orewa zu finden ist. Die Insel befindet sich damit noch im Strömungsgebiet der Mündung des Waiwera River in die Whangaparaoa Bay.
Die Insel ist bewaldet.